# Nighthawk (Carowinds)
Nighthawk in Carowinds (Charlotte, North Carolina, USA) war eine Stahlachterbahn vom Modell Flying Dutchman des Herstellers Vekoma, die am 20. März 2004 im damaligen Paramount’s Carowinds als BORG Assimilator eröffnet wurde. Sie wurde ursprünglich am 1. April 2000 in Paramount’s Great America als Stealth eröffnet, wurde aber am 2. September 2003 geschlossen, um nach Carowinds transportiert zu werden und Platz für den Boomerang Bay Wasserpark zu machen. Im Jahr 2024 wurde die Bahn geschlossen.

## Geschichte
Nighthawk wurde an der Stelle errichtet, an der sich zuvor Carolina Sternwheeler Riverboat befand. Sie bestand aus insgesamt 1100 Tonnen Stahl. Der ursprüngliche Besitzer Paramount Pictures des Parks vergab die Lizenz, um die Bahn im Stil von Star Trek zu thematisieren. Die Lizenz verfiel aber im Jahre 2007, womit auch die komplette Dekoration entfernt wurde.

## Layout
In der Station wurden die Wagen des Zuges in eine aufrechte Position gestellt und beim Verlassen der Station wieder in eine liegende Position gedreht, wobei die Passagiere auf dem Rücken lagen. Vor dem 35,1 m hohen Lifthill befand sich eine kleine Kurve, die die Station mit dem Lifthill verband. Nachdem die Spitze des Lifthills erreicht wurde, fuhr der Zug eine kleine Abfahrt hinunter, bevor die Fahrgäste zum ersten Mal in dem Lie-to-Fly-Element auf dem Bauch gedreht wurden. Danach fuhren sie die große, allerdings nicht sehr steile Abfahrt hinunter direkt in den Horseshoe, welcher in das Gegenstück des Lie-to-Fly, dem Fly-to-Lie mündete. Auf dem Rücken liegend fuhren die Passagiere in den 20,1 m hohen Looping. Danach wurden die Fahrgäste wieder in einem Lie-to-Fly auf den Bauch gedreht, während sie durch eine Szenerie aus Star Trek Elementen fuhren. Es folgt der doppelte Korkenzieher und ein weiteres Fly-to-Lie-Element, welches in der Schlussbremse endete.

## Unfall
Am 17. März 2007 wurden während einer Testfahrt sieben Mitarbeiter leicht verletzt, als ein Mechanismus an der Bahn versagte. Der Zug, in dem sich zur Zeit 16 Mitarbeiter befanden, stoppte am Fuß des Loopings, als die Notbremsen griffen. Eine Inspektion ergab, dass ein Mitarbeiter am Bedienstand versehentlich den Knopf zum Einstellen der Sitzposition gedrückt hatte, während der Zug in Bewegung war. Die Funktion wurde umgebaut, damit der Knopf nur funktioniert, wenn der Zug steht.

## Züge
Nighthawk besaß zwei Züge mit jeweils sechs Wagen. In jedem Wagen konnten vier Personen (eine Reihe) Platz nehmen. Die Fahrgäste mussten zwischen 1,37 m und 2,03 m groß sein, um mitfahren zu dürfen.